# Экранизации произведений Генри Джеймса
Сочинения Генри Джеймса, признанного классика мировой литературы, мастера психологического анализа, стилиста и новатора, — нередко становились отправной точкой для создания удачных фильмов. Отдельные мотивы его литературных произведений были использованы классиками французской «новой волны» — Франсуа Трюффо в «Зелёной комнате» (1978) и Жаком Риветтом в «Селин и Жюли совсем заврались» (1974).
Рассказы и романы Генри Джеймса были адаптированы для кино, телевидения и музыкального видео более 150 раз (в некоторых телешоу было более дюжины историй) с 1933 по 2018 год. Большинство из них на английском языке, но но также — на французском (13), испанском (7), каталанском, итальянском (6), немецком (5), португальском (1), югославском (1) и шведском (1) языках. Наиболее часто адаптируемые включают:
- «Поворот винта» (28 раз)
- «Письма Асперна[англ.]», 1888 (17 раз[источник не указан 360 дней])
  - Новелла неоднократно становилась основой для экранизаций, а также театральных (драматических и оперных[англ.]) волощений.
    - 1947 году на американские экраны вышел фильм «Потерянное мгновение» (также известен под названием «Упущенный момент» — англ. The Lost Moment), — медодрама, психологический триллер с элементами фильмов ужасов и нуара. Он остался единственной режиссёрской работой Мартина Гейбела. В год своего выхода фильм не был принят критикой и провалился в прокате, но в последствии его художественная репутация возросла[1]. Главные роли в фильме исполнили Роберт Каммингс (Льюис Венейбл), Сьюзен Хэйворд (Тина Бордеро), Агнес Мурхед (Джулиана Бордеро).
    - В 1959 году Майкл Редгрейв в лондонском «Театре Королевы» представил собственную инсценировку новеллы Генри Джеймса и сыграл в ней главную роль. Его пьеса была позже успешно возобновлена на Бородвее в 1962 году с Уэнди Хиллер, Франсуазой Розе и Морисом Эвансом[2] (последняя работа Эванса на Бродвее). В лондонском возобновлении 1984 год участвовала его дочь Ванесса Редгрейв вместе с Кристофером Ривом и Уэнди Хиллер (на этот раз в роли Джулианы Бордеро).
    - В 1961 году театральную адаптацию новеллы Маргерит Дюрас и Робера Антельма поставил Реймон Руло в парижском Театре Матюрен[фр.]; в 1971-м Реймон Руло выступил режиссёром телефильма «Письма Асперна», роли в котором исполнили Мари-Кристин Барро, Пьером Вернье, Робером Рембо[фр.].
    - В 1982 году аргентинский режиссёр Эдуардо де Григорио[фр.] поставил фильм «Асперн[фр.]» (франко-португальская кинокартина вышла на экраны в 1985 году)[3], главные роли исполнили Жан Сорель, Бюль Ожье и Алида Валли.
    - В 1991 вышел фильм известного каталонского режиссёра Хорди Кадены[кат.] «Els papers d'Aspern»[4] — c Ампаро Солер Леал[исп.] (в роли Джулианы), Германом Боннином[кат.] и Сильвией Мунт.
    - В 1995 году русский режиссёр Елена Чёрная представила свою драматическую версию «Писем» — спектакль «Божественная Джулиана»[5] c успехом шёл на Малой сцене Александринского театра в Санкт-Петербурге (в образе главного героя был Сергей Паршин, Джулианы — Ирина Лепешенкова).
    - В 1998 оперу «Письма Асперна[англ.]» американского композитора Доминика Ардженто[англ.] поставила Далласская Опера[англ.] (штат Техас, США).
    - В 2010-м вышел американский фильм «Письма Асперна[6] Марианны Хеллмунд (Mariana Hellmund), — с Феликсом Д’Альвьелла[англ.], Брук Смит и Джудит Робертс[англ.] (в роли Джулианы).
    - В 2018-м вышли «Письма Асперна[англ.]» Жюльена Ландэ[англ.] по сценарию Жана Павана[фр.] (автора инсценировки новеллы в Театр Види-Лозанн[фр.], при участии Комеди Франсез, 2002, режиссёр Жак Лассаль[фр.]; возобновление — «Театр Старой Голубятни» 2003, 2004), —  главные роли в фильме сыграли Джонатан Рис-Майерс, Ванесса Редгрейв (на этот раз — Джулиану Бордеро), Джоэли Ричардсон, Джон Кортахарена, Поппи Делевинь, Моргана Полански...
- Вашингтон-сквер (8 раз), как «Наследница» (6 раз), как «Виктория» (один раз)
- «Крылья голубки» (9 раз)
- «Бостонцы» (4 раза)
- «Дейзи Миллер» (4 раза)
- «Чувство прошлого» (4 раза)
- «Послы» (3 раза)
- «Женский портрет» (3 раза)
- «Американец» (3 раза)
- «Что знала Мэйзи» (3 раза)
- «Золотая чаша» (2 раза)
- «Призрачный жилец» (однажды)

Всего фильмов, поставленных по книгам Генри Джеймса — около 30.
В этом списке перечислены экранизации произведений Генри Джеймса.
1. Бостонцы (фильм)
2. Поворот винта (фильм) — англ. The Turn of the Screw; реж: Русти Леморанд; 1994; IMDb: ID 0105659
3. Портрет леди (фильм) — англ. The Portrait of a Lady; реж: Джейн Кэмпион; 1996
4. Крылья голубки (фильм, 1997) — англ. The Wings of the Dove; реж: Йен Софтли; 1997; IMDb: ID 0120520
5. Площадь Вашингтона (фильм) — реж: Агнешка Холланд; 1997; IMDb: ?